# فيرنر كراوس
فيرنر كراوس (بالألمانية: Werner Krauß)‏ (و. 1884 – 1959 م) هو كاتب سير ذاتية، وممثل مسرحي، وممثل أفلام ألماني، توفي في فيينا، عن عمر يناهز 75 عاماً.

## جوائز
حصل على جوائز منها:
- خاتم إفلاند  [لغات أخرى]‏
- Ring of Honour of the City of Vienna [الإنجليزية]‏
- وسام صليب القائد من رتبة استحقاق من جمهورية ألمانيا الاتحادية
- Grand Decoration of Honour for Services to the Republic of Austria ‏

## وصلات خارجية
- فيرنر كراوس على موقع IMDb (الإنجليزية)
- فيرنر كراوس على موقع مونزينجر (الألمانية)
- فيرنر كراوس على موقع ألو سيني (الفرنسية)
- فيرنر كراوس على موقع ميوزك برينز (الإنجليزية)
- فيرنر كراوس على موقع أول موفي (الإنجليزية)
- فيرنر كراوس على موقع قاعدة بيانات برودواي على الإنترنت (الإنجليزية)
- فيرنر كراوس على موقع قاعدة بيانات الأفلام السويدية (السويدية)
- فيرنر كراوس على موقع إن إن دي بي (الإنجليزية)
- فيرنر كراوس على موقع ديسكوغز (الإنجليزية)
- فيرنر كراوس على موقع قاعدة بيانات الفيلم (الإنجليزية)